# Paleolitic târziu

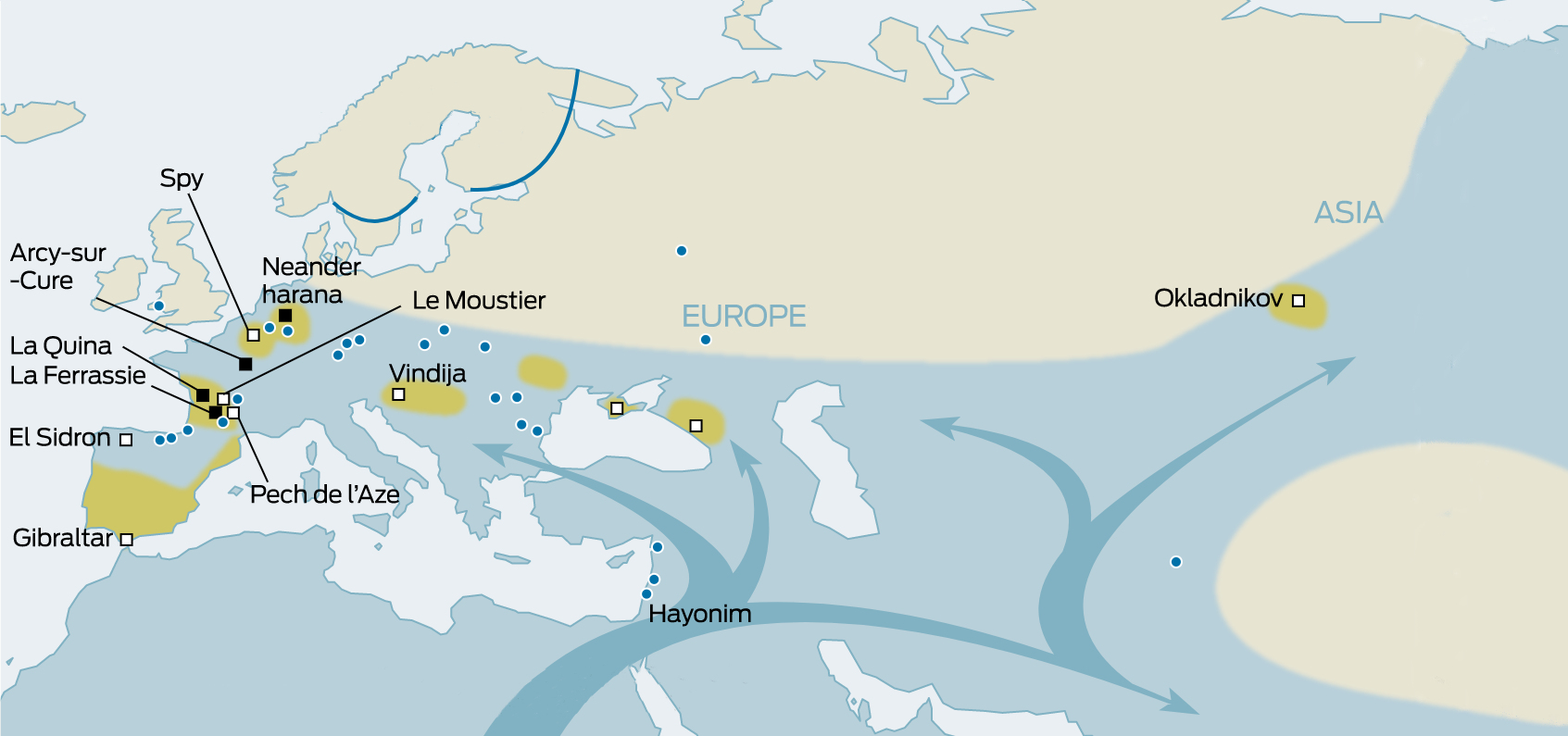
Expansiunea oamenilor moderni din Africa.

Paleoliticul târziu sau paleoliticul superior, de asemenea numit și epoca de piatră târzie (sau epoca de piatră superioară) este cea de-a treia și cea mai recentă subdiviziune a paleoliticului ori epoca pietrei. Într-un sens foarte larg, paleoliticul superior acoperă circa 38 de milenii, în perioada cuprinsă între 50.000 - 12.000 ani în urmă, coincizând cu perioada cuprinsă între apariția comportamentului modern al oamenilor moderni timpuri și marile evenimente numite revoluția neolitică și invenția agriculturii.
Oamenii moderni timpurii, de tipul Homo sapiens, se crede astăzi că ar fi apărut în Africa în jur de 300.000 de ani în urmă, argumentându-se, de asemenea, că modul lor de viață s-ar fi schimbat foarte puțin între faza de oameni arhaici și perioada paleoliticului mijlociu, până cu circa 50 de milenii în urmă, când s-a constatat o sensibilă creștere în diversitatea artefactelor găsite în asociere cu rămășițele umane moderne.
Această perioadă coincide cu intervalul de timp cel mai probabil al primelor migrațiile umane din Africa înspre Asia și Eurasia, care constituie una din cauzele majore ale extincției speciei Homo neanderthalensis.
Paleoliticul superior are cele mai vechi dovezi cunoscute despre așezări umane organizate, adesea sub formă de locuri de campare, unele cu gropi de depozitare. Opera artistică a înflorit, cu picturi rupestre, petroglife, sculpturi și intarzii sau gravuri în os sau fildeș. Se găsesc și primele dovezi ale pescuitului uman, din artefacte existente în locuri precum Peștera Blombos din Africa de Sud. Au apărut grupări sociale mai complexe, susținute de surse de hrană mai variate și mai de încredere, care au fost posibile datorită unor tipuri de unelte și instrumente specializate. Acest lucru a contribuit probabil la creșterea identificării grupului sau al etniei.
Popularea Australiei a avut loc, cel mai probabil, înainte de 60.000 de ani în urmă, în timp ce popularea Europei s-a realizat cu oamenii timpurii moderni înainte de 45 de milenii în urmă, deoarece se știe că oamenii moderni, din punct de vedere anatomic, s-au extins spre nord în Siberia până la paralela 58 cu aproximativ 45.000 de ani în urmă (acest tip uman fiind cunoscut ca Omul Ust'-Ishim).

## Stil de viață și tehnologie
Atât Homo erectus, cât și oamenii de Neanderthal au folosit aceleași unelte de piatră brută. Arheologul Richard G. Klein, care a lucrat extensiv și intensiv la studiul uneltelor antice de piatră, descrie trusa de instrumente de piatră a hominidelor arhaice ca fiind imposibil de clasificat și diferențiat. Klein susține că aproape peste tot, fie că este vorba despre Asia, Africa sau Europa, înainte de acum 50.000 de ani, toate uneltele din piatră sunt foarte mult asemănătoare și la fel de nesofisticate.
În primul rând, printre artefactele din Africa, arheologii au descoperit că le puteau diferenția și clasifica pe cele de mai puțin de 50.000 de ani în multe categorii diferite, cum ar fi vârfuri de proiectil, instrumente de gravat, lame de cuțit și instrumente de găurit și perforare. Aceste noi tipuri de unelte din piatră au fost descrise ca fiind diferențiate distinct unele de altele; fiecare instrument avea un scop specific. Oamenii moderni timpurii care s-au extins în Europa, denumiți în mod obișnuit ca Cro-Magnon, au lăsat multe unelte sofisticate de piatră, piese sculptate și gravate pe os, fildeș și coarne, picturi rupestre și figurine Venus
Neanderthalienii au continuat să folosească tehnologia mousteriană pentru uneltele de piatră și, posibil, tehnologia de tip châtelperroniană. Aceste unelte și instrumente au dispărut din evidența arheologică cam în aceeași perioadă în care și oamenii de Neanderthal au dispărut din înregistrarea fosilelor, cu aproximativ 40.000 de ani în urmă.

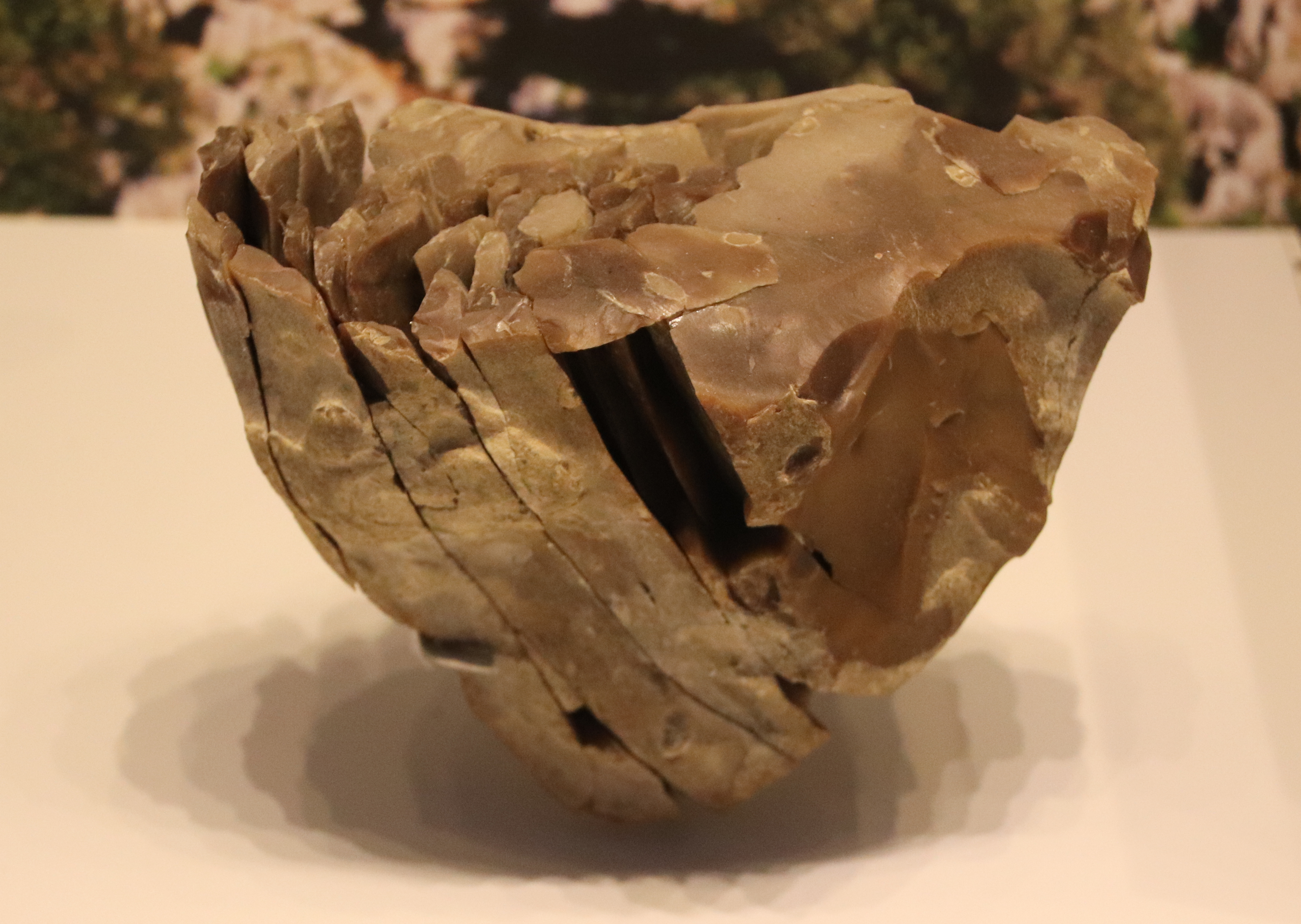
Miez de piatră pentru realizarea lamelor fine, Boqer Tachtit, Negev, Israel, circa 40,000 de mii de ani în urmă.

Așezările erau adesea situate pe fundul văilor înguste, posibil asociate cu vânătoarea de turmelor de animale în trecere. Este posibil ca unele dintre ele să fi fost ocupate pe tot parcursul anului, deși mai frecvent par să fi fost folosite sezonier; oamenii s-au mutat între site-uri pentru a exploata diferite surse de hrană, în diferite perioade ale anului. Vânătoarea a fost importantă, iar renul sălbatic „s-ar putea să fie specia de cea mai mare importanță în întreaga literatură antropologică despre vânătoare.”
Avansurile tehnologice au inclus evoluții semnificative în producția de unelte de cremene, cu industrii bazate pe lame mai degrabă decât pe litic, mai simplu și mai scurt, fulgi. Burin-ul și racloir-uri au fost folosite pentru a lucra oase, coarne și piei. În această perioadă apar și dart-urile și harpoanele, împreună cu cârligul de pescuit, lampa cu ulei, frânghia și acul cu ochi. Pescuitul speciilor de pești pelagici și navigarea în ocean deschis sunt evidențiate de siturile din Timor și Buka (Insulele Solomon).
Schimbările în comportamentul uman au fost atribuite, printre altele, schimbărilor climatice, cuprinzând o serie de scăderi globale de temperatură. Acestea au dus la o înrăutățire a frigului deja amar din timpul ultimei perioade glaciare (numită popular, dar incorect, ultima epocă glaciară). Este posibil ca astfel de schimbări să fi redus oferta de cherestea utilizabilă și să fi forțat oamenii să se uite la alte materiale. În plus, silexul devine casant la temperaturi scăzute și este posibil să nu fi funcționat ca un instrument sau ca unealtă.